# Phosphila dogmactica
Phosphila dogmactica là một loài bướm đêm trong họ Noctuidae.